# A.D.: Rebellen und Märtyrer
A.D.: Rebellen und Märtyrer (auch Die Bibel – Wie es weitergeht; Originaltitel: A.D.: The Bible Continues, englisch wörtlich: anno domini: Die Bibel setzt (sich) fort) ist eine US-amerikanische Fernsehserie, deren Erstausstrahlung am Ostersonntag des Jahres 2015, dem 5. April, zu sehen war. Die Serie stellt eine unmittelbare Fortsetzung der Handlung der Miniserie The Bible dar, die aus selbiger Produktion stammt, jedoch auf dem Sender History ausgestrahlt wurde. Auch sind die Darsteller der Figuren verschieden. Während die Serie einen starken Einstand feiern konnte, entwickelten sich die Quoten während der Staffel so weit zurück, dass der ausstrahlende Sender entschied, es beim Stoff einer Miniserie zu belassen und keine zweite Staffel zu bestellen.
Eine deutschsprachige Erstausstrahlung war ab 7. November 2016 bei RTL Passion zu sehen, eine Free-TV-Ausstrahlung erfolgt ab 14. Dezember 2017 bei Super RTL.

## Besetzung und Synchronisation
Die deutschsprachige Synchronisation der Serie erfolgt bei der Hermes Synchron GmbH, Potsdam, unter Dialogregie von Stephan Hoffmann.
- Juan Pablo Di Pace als Jesus
- Adam Levy als Simon Petrus
- Richard Coyle als Kajaphas
- Vincent Regan als Pontius Pilatus
- James Callis als Herodes Antipas
- Greta Scacchi als Maria
- Babou Ceesay als Johannes
- Chipo Chung als Maria Magdalena
- Will Thorp als Hauptmann Kornelius
- Emmett J. Scanlan als Paulus von Tarsus
- Jodhi May als Leah
- Joanne Whalley als Claudia Procula
- Ken Bones als Hannas
- Kevin Doyle als Josef von Arimathäa
- Helen Daniels als Maya
- Fraser Ayers als Simon Zelotes
- Andrew Gower als Caligula
- Claire Cooper als Herodias
- Chris Brazier als Reuben
- Jóhannes Haukur Jóhannesson als Thomas
- Kenneth Collard als Barnabas
- Pedro Lloyd Gardiner als Matthäus
- Denver Isaac als Jakobus der Ältere
- George Georgiou als Boas
- Farzana Dua Elahe als Johanna Chusa
- Joe Dixon als Philip
- Jim Sturgeon als Chuza
- Marama Corlett als Tabitha
- Alastair Mackenzie als Jakobus der Gerechte
- Kenneth Cranham als Tiberius
- Reece Ritchie als Stephen
- Stephen Walters als Simon Magus
- Michael Peluso als Herodes Agrippa I.
- Struan Rodger als Gamaliel I.
- Nicholas Sidi als Hananias von Damaskus
- Peter De Jersey als Ananias, Ehemann von Saphira
- Indra Ové als Saphira
- Colin Salmon als Gabra
- Francis Magee als Levi
- John Benfield als Yitzhak
- John Ioannou als Melek
- Lex Shrapnel als Jonathan